# Martin Ruhfus
Martin Ruhfus (* 9. August 1934; † 20. Januar 2012 in Oldenburg (Oldenburg)) war ein deutscher lutherischer Geistlicher, Pädagoge und Buchautor.

## Leben
Martin Ruhfus wurde am 1. November 1962 in Bremerhaven ordiniert und dort 1963 als Pastor eingeführt. 1966 wechselte er als Pastor in das Landesjugendpfarramt, 1971 nach Bissendorf. Von 1978 bis 1989 war er Leiter der landeskirchlichen Bildungsstätte Lutherstift Falkenburg in Ganderkesee sowie Vorsteher des Konvents und Dozent am Lutherstift. Ihm lag daran, dass die Kirchengemeinden diakonisch tätig werden und dazu – in einem ersten Schritt – aufmerksam werden für die vielfachen Formen von Not in der Gemeinde, in der Gesellschaft, zu der sie gehören, und weltweit (statt die diakonische Aufgaben an Facheinrichtungen und Hilfswerke zu delegieren).
1990 war er kurzzeitig Pastor in Springe. Im gleichen Jahr ging er zu geistlicher Arbeit nach Harare in Simbabwe. Nach seiner Rückkehr nach Deutschland trat er am 1. August 1997 in den Ruhestand.

## Schriften
- Christlicher Glaube und revolutionäre Praxis (3. Aufl., Göttingen 1981)
- Auf der Suche nach einem neuen Lebensstil (Göttingen 1977)
- Diakonie-Lernen der Gemeinde. Grundzüge einer diakonischen Gemeindepädagogik (Rothenburg 1991)